# Moi c'est la chanson
Singles de Mireille Mathieu
Anna et Julien
(1972) La Bonne Année
(1973)
Pistes de Olympia
Pour le meilleur et pour le pire
Moi c'est la chanson est une chanson de la chanteuse française Mireille Mathieu sorti en 1973 sous le label Philips et tiré de l'album Olympia (album de Mireille Mathieu, 1973) sorti la même année.